# 施政
| ウィキペディアには「施政」という見出しの百科事典記事はありません（タイトルに「施政」を含むページの一覧/「施政」で始まるページの一覧）。 代わりにウィクショナリーのページ「施政」が役に立つかもしれません。 |